# 濱田浦車站
濱田浦站（日语：／ Hama-Taura eki */?）曾是位於北海道勇拂郡鵡川町田浦，隸屬於北海道旅客鐵道（JR北海道）日高本線的鐵路車站。電報略號為。本站因乘客數過少而在2023年3月18日起廢站。
在以往營業期間，有部份普通列車班次不會停靠本站。

## 歷史
- 1959年（昭和34年）12月18日 - 日本國有鐵道日高本線濱田浦站開始營運，處理乘客業務。
- 1987年（昭和62年）4月1日 - 由於國鐵分割民營化，車站由JR北海道管理。
- 2023年3月18日：因使用量低迷而廢站[1]。

## 車站構造
本站在廢站前為1面1線的地面車站和無人車站。側式月台位於路軌的西南方（樣似方向的右方）。站內沒有設置轉轍器的單線路軌和站房，只在月台稍遠的地方設置由混凝土興建的小型候車室，能夠讓數人進入。

## 載客量
- 1981年度的每天載客量為4人。
- 1992年度的每天載客量為6人。

## 車站周邊
車站緊鄰公路，周邊罕有住宅，大部份為農地，以及一些工廠，站房離海岸線約600公尺。
- 國道235號
- 勇拂原野
- 大沼
- 長沼
- 入鹿別川、入鹿別大橋
- 道南巴士「田浦第一」站牌

## 相鄰車站
北海道旅客鐵道
日高本線
濱厚真－濱田浦－鵡川

## 外部連結
- 全驛訪問之旅 （页面存档备份，存于）